# SN 1987A

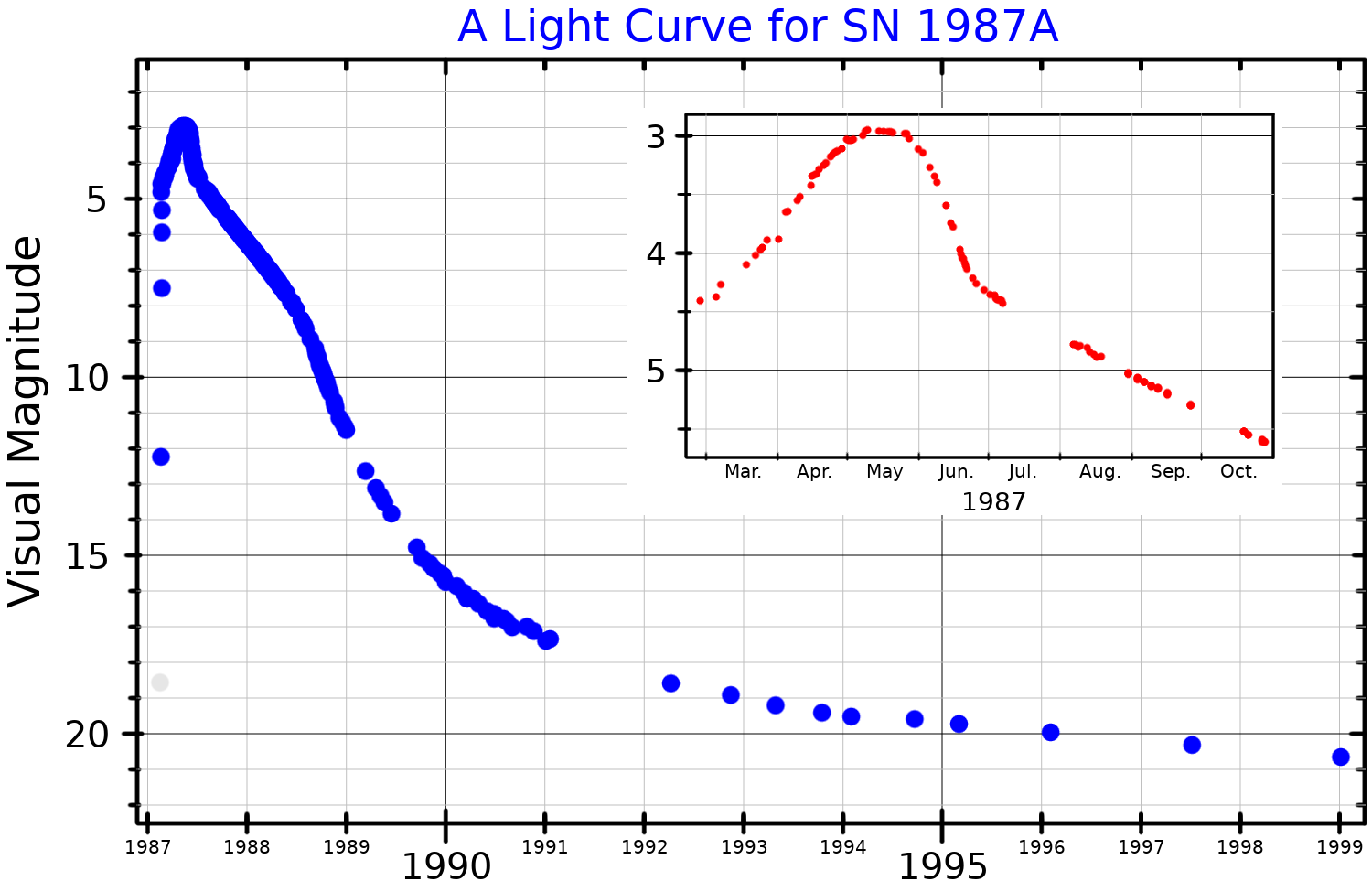
Lichtkromme van SN 1987A

Supernova 1987A was een supernova die op 24 februari 1987 werd ontdekt in de Grote Magellaanse Wolk. Op oudere foto's kon men opzoeken welke ster geëxplodeerd was, waarschijnlijk Sanduleak –69°202a, een blauwwitte superreus (middellijn 40 maal die van de zon, spectraalklasse B3, oppervlaktetemperatuur 16 000 kelvin) die tevoren een schijnbare magnitude van 12,2 had. Nu wist men dus dat dat een ster was die op het punt van exploderen stond. Het was de dichtstbijzijnde waargenomen supernova sinds Supernova 1604, die in het melkwegstelsel plaatsvond. De afstand bedroeg 51 400 parsec, wat overeenkomt met circa 168 000 lichtjaar.
Drie uur voordat het zichtbare licht de aarde bereikte, maten diverse neutrino-observatoria een plotselinge grote hoeveelheid neutrino's. Dit was de eerste keer dat neutrino's van een supernova werden vastgesteld. De waarnemingen bevestigden de theoretische modellen, die aangaven dat een groot deel van de energie van een supernova als neutrino's wordt uitgezonden. De detectoren waren echter niet gevoelig genoeg om het spectrum vast te stellen en omdat slechts een observatorium met een atoomklok gesynchroniseerd was, kon men ook niet vaststellen of de neutrino's met de lichtsnelheid gingen of net iets langzamer.
Op zijn maximum bereikte de supernova een helderheid van 2,8, waarmee hij op het zuidelijk halfrond met het blote oog goed te zien was.
De supernovarest van Supernova 1987A, SNR 1987A, is een van de meest onderzochte astronomische objecten. De eerste afbeelding van SNR 1987A werd in 1991 gemaakt met behulp van de radiotelescoop ATCA in Australië. Er werd gedacht dat de supernova geleid had  tot het ontstaan van een neutronenster of zelfs een quarkster. In 2024 werd een onderzoek gepubliceerd in Science waarin werd aangetoond dat de supernova een neutronenster of een pulsar achterliet.